# Павле Јудеј
Павле Јудеј – патријарх антиохијски (518/519 – 520/521), је био први православни патријарх у Антиохији после поделе цркве на халкидонску и нехалкидонску.
Након доласка на власт доследних присталица Халкидонског сабора у лику цара Јустина I и његовог нећака Јустинијана, прогон монофизита је појачан. Против њиховог вође, антиохијског патријарха Севира, подигнуте су озбиљне оптужбе, услед чега је био приморан да побегне у Александрију. Истовремено, прогнани патријарх није формално дао оставку на своја овлашћења, наставио је активну организациону делатност и поставио темеље монофизитској црквеној јерархији. Са становишта званичне цркве, патријаршијски трон је био упражњен и након прилично дугог тражења, изазваног потребом да се пронађе компромисна фигура, пронађен је одговарајући кандидат у личности Павла, свештеника цркве Свете Еуфемије у Халкидону. Раније је већ морао да се одупре антихалкидонском деловању Севира, па је способност новопостављеног јерарха да постигне црквени мир била мала, а већ на самом почетку своје делатности стекао је погрдни надимак Јудеј.
Пошто је један од проблема патријаршије који је изазвао егзодус епископа било њено сиромаштво, Павлу је дата велика сума од 1000 фунти злата када је послат у Антиохију. Дошавши у Антиохију, Павле је јавно прогласио Халкидонски Символ вере и укључио 630 епископа који су учествовали на сабору у црквене диптихе. Иако је Јован Малала тврдио да је то учињено у свим црквама, највероватније је то могао да уради само у западном делу патријаршије. 
Павлови успеси били су нешто већи у провинцији Еуфрат, где је успео да протера Филоксена из Мабуга. Промена епископа другим пратили су отпори. У Киру је именовани епископ оптужен за несторијанство, што је довело до истраге, коју је августа 520. године, по наређењу цара, водио магистер Флавије Хипатиски.